# Hồ Petén Itzá
Hồ Petén Itzá (Lago Petén Itzá, phát âm tiếng Tây Ban Nha: [ˈlaɣo peˈten iˈtsa]) là một hồ ở bắc tỉnh Petén thuộc Guatemala. Đây là hồ lớn thứ hai của Guatemala, sau hồ Izabal. Nó có diện tích khoảng 99 km², dài chừng 32 km và rộng 5 km. Độ sâu tối đa là 160 m. Vùng hồ là một nơi dân cư đổ về, do sự hiện diện của những tài nguyên như rừng và dầu mỏ. Hàng năm, có khoảng 150.000 khách du lịch đi qua vùng này. Thành phố Flores, thủ phủ Petén, nằm trên một đảo nhỏ gần bờ nam hồ.
Nhiều sông suối chảy vào hồ Petén Itzá, nhưng bản thân hồ lại không có nguồn thoát nước trực tiếp. Đây không phải hồ nước mặn dù con đường thoát nước chính là bốc hơi.

## Xung quanh
Có ít nhất 27 di tích Maya quanh hồ này. Di tích của Tayasal đáng chú ý vì là nơi cuối cùng bị chinh phục tại Trung Bộ châu Mỹ, vào năm 1697.

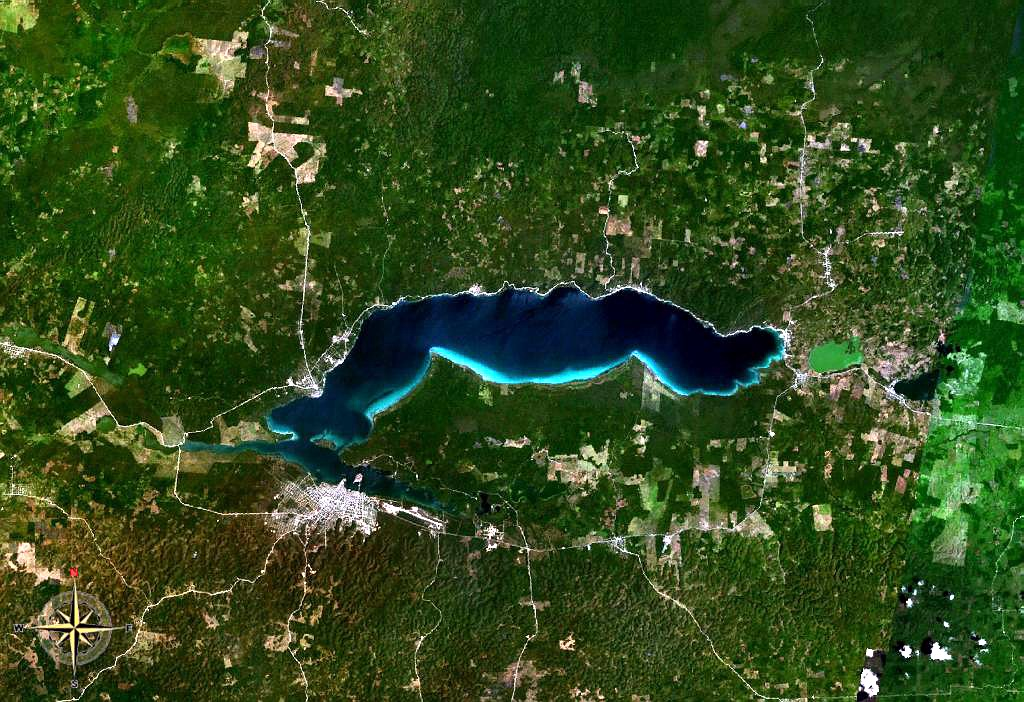
Hồ Petén Itzá nhìn từ không gian

## Hệ động vật
Trong và quanh hồ có trên 100 loài động vật bản địa quan trọng, như Petenia splendida, cá sấu (Crocodylus moreletii và Crocodylus acutus), báo đốm (Panthera onca), báo sư tử (Puma concolor), hươu đuôi trắng (Odocoileus virginianus), hươu sừng ngắn lông đỏ (Mazana americana), và nhiều loài vẹt, toucan, và macaw. Ở bờ đông bắc là khu sinh quyển Cerro Cahui, một khu bảo tồn rộng 1.600 mẫu Anh (6,5 km2), với toucan, khỉ nhện (Ateles geoffroyi), khỉ rú (Alouatta palliata, Alouatta pigra), và nhiều động vật rừng mưa nhiệt đới khác.